# Lucian Mureșan
Pour les articles homonymes, voir Mureșan.
 (mars 2021).
Lucian Mureşan, né le 23 mai 1931 à Ferneziu, village aujourd'hui intégré dans la ville de Baia Mare en Roumanie, est cardinal et archevêque majeur d'Alba Iulia et Făgăraş depuis 1994. À ce titre, il est le chef de l'Église grecque-catholique roumaine.

## Biographie
Dixième de douze enfants d'une famille grecque-catholique, il est confronté à partir de 1948 à l'interdiction de cette Église par le régime communiste roumain. Dès lors, il mène une double vie, travaillant le jour dans les travaux publics et étudiant le soir en secret.
Entre 1951 et 1954, il a satisfait au service militaire obligatoire et il a suivi les cours de l’école d’officiers de l’aviation à Turnişor, Sibiu. Après avoir obtenu son diplôme de l'école d'aviation, il fut muté à Craiova, au bataillon d'aviation à réaction. Les dirigeants communistes de l'armée ont appris de l'appartenance de Lucian Mureșan à l'Église roumaine unie à l'Église de Rome et l'ont jugée indésirable. On l'a donc transféré de l'aviation à un détachement de travail sur le chantier de la centrale hydroélectrique de Bicaz et, en 1954, il a été laissé au foyer[réf. nécessaire].
Son désir de devenir un prêtre gréco-catholique ne pouvait être réalisé dans des circonstances normales, car en 1948, l'Église unie roumaine avait été interdite à la demande de Staline.
À la suggestion de l'évêque Iuliu Hossu en 1955, l'évêque catholique romain Áron Márton, immédiatement après son retour de détention, a reçu cinq jeunes gréco-catholiques (un pour chaque diocèse de l'Église unie roumaine), à l’Institut théologique catholique d’Alba Iulia. Au cours de l'année universitaire 1958/59, alors que ce groupe était en quatrième année d'université, le Département des cultes a appris de l'existence de ce groupe et est intervenu auprès de la Diocèse d'Alba Iulia pour les exclure. Márton a refusé de les exclure, mais les cinq étudiants ont quitté l'Institut théologique sous la pression des autorités communistes de la Roumanie. Pour Lucian Mureșan, cet acte a coïncidé avec le début de sa poursuite par la Securitate. Pendant une année, il n’a occupé aucun emploi. On lui a même refusé l'emploi d'ouvrier qui charge les berlines dans la mine. C'est à peine un an plus tard qu'il a reçu l'emploi de travailleur non qualifié dans une carrière de pierre, ensuite à la Direction des routes et des ponts du județ de Maramureş; dans cette entreprise il travailla jusqu'à sa retraite, en juin 1990[réf. nécessaire].
Malgré toutes les persécutions à son encontre, Lucian Mureșan a défié l'intimidation et les menaces, et, désireux de devenir prêtre, il a poursuivi ses études théologiques et a soutenu ses examens dans la clandestinité avec des enseignants des anciennes académies théologiques abolies et toujours en fuite. Dans la clandestinité, il passa son examen de licence, puis travailla comme fonctionnaire à l'attente de son ordination[réf. nécessaire].
Le 19 décembre 1964, après la libération de prison des évêques gréco-catholiques survivants, il fut ordonné prêtre dans le sous-sol d'un immeuble de Cluj par l'évêque auxiliaire Ioan Dragomir de Maramureș. Ordonné prêtre, il a continué à mener de front ses deux activités, exerçant dans la clandestinité son ministère sacerdotal[réf. nécessaire].
Après la révolution roumaine de 1989, il est nommé évêque de Maramureş le 14 mars 1990 par Jean-Paul II. Il est consacré le 27 mai suivant par le cardinal Alexandru Todea.
Le 4 juillet 1994, il est transféré au siège archiépiscopal d'Alba Julia et Făgăraş, devenant ainsi le dirigeant de l'Église grecque-catholique roumaine.
Le 16 décembre 2005, Benoît XVI élève Archéparchie de Făgăraş et Alba Iulia au rang d'archidiocèse majeur, Mureşan en devenant le premier archevêque majeur.
Le 9 septembre 2014 il est nommé par le pape François : Père synodal pour la troisième assemblée générale extraordinaire du synode des évêques sur la famille qui se déroulera du 5 au 19 octobre en qualité de primat de l'Église roumaine.

### Cardinalat
Il est créé cardinal par Benoît XVI le 18 février 2012 avec le titre de cardinal-prêtre de Sant'Atanasio. Ayant à cette date, dépassé l'âge de quatre-vingts ans, il ne peut pas prendre part aux votes des conclaves de 2013 (élection de François) et de 2025 (élection de Léon XIV).

## Succession apostolique
Lucian Mureșan a ordonné les évêques suivants :
- Évêque Alexandru Mesian (de) (1994)
- Évêque Virgil Bercea (de) (1994)
- Évêque Ioan Șișeștean (de) (1994)
- Évêque John Michael Botean (en) (1996)
- Évêque Mihai Frățilă (de) (2007)
- Évêque Vasile Bizău (de) (2007)
- Évêque Călin Ioan Bot (de) (2020)
- Évêque Cristian Dumitru Crișan (de) (2020)